# الفارس الأزرق

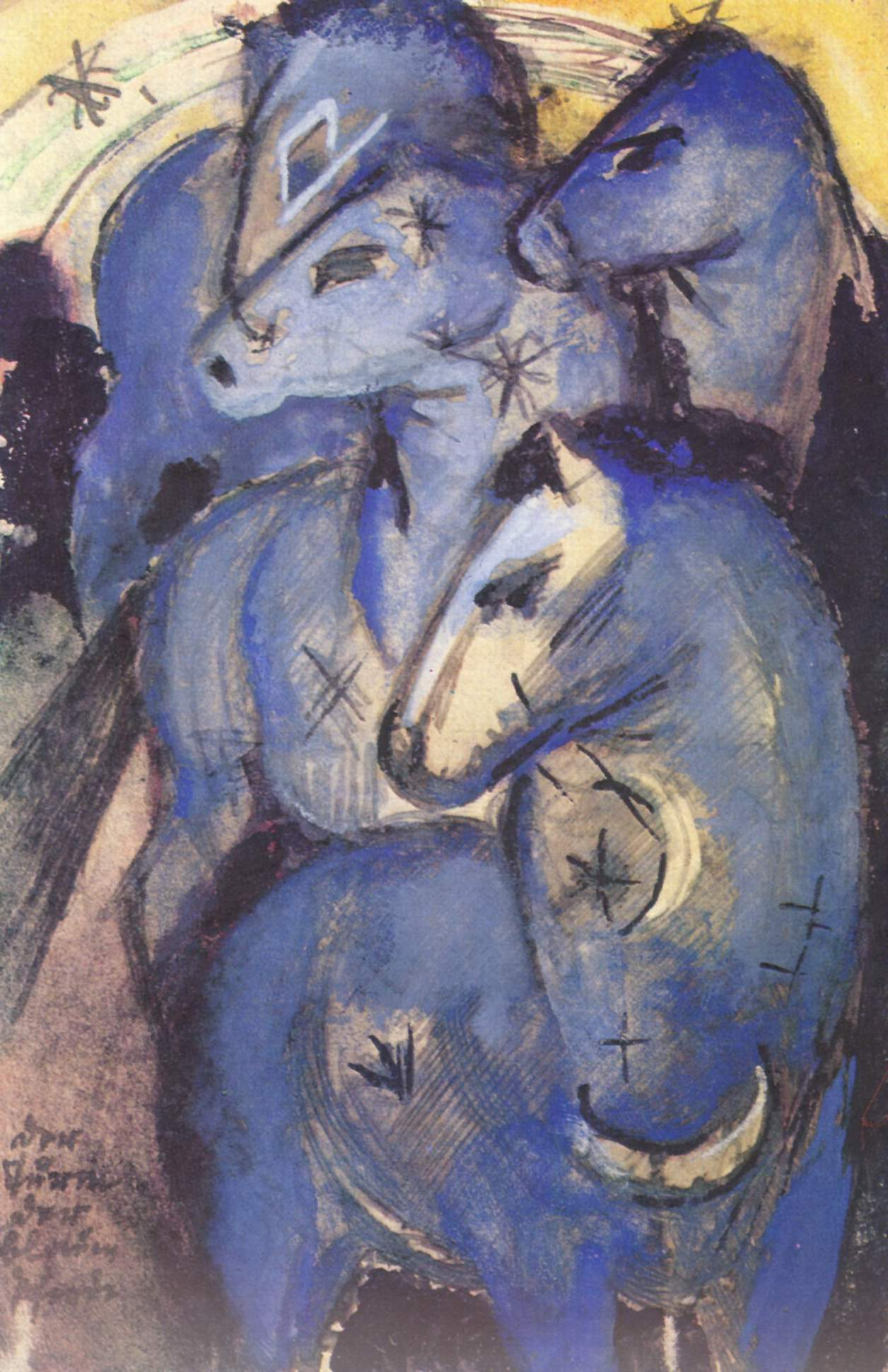
فرانز مارك _ألمانيا _1913

الفارس الأزرق (بالألمانية: Der Blaue Reiter) إحدى الحركات الفنية التي ظهرت في أوروبا وأسسها كل من الفنانين التشكيليين فاسيلي كاندينسكي (Wassily Kandinesky) وفرانز مارك (Franz Marc) في مدينة ميونخ الألمانية عام 1911.

## النشأة والتسمية
ولأن كلا منهما يحب استخدام اللون الأزرق في أعماله الفنية، ولأن مارك كان يهوى رسم الخيول بينما فاسيلي كاندينسكي يفضل رسم الفرسان فقد سميت (جماعة الفارس الأزرق) وضمت مجموعة من الفنانين امثال كوفكا (Kofca) الذي طبع ألوان لوحاته بطابع موسيقي فريد، والفنان روبرت ديلوني (Delawny) والذي تميزت أعماله الفنية بألوانها الجوهرية الصافية.
الشكل والجمال: اهتم كاندينسكي بالجانب الروحي في الفن وألف كتابه (فن الانسجام الروحي) عام 1912 م 

وظهر في تجاربه الفنية غرابة الشكل والتعبير اللوني عن الإحساس العميق بالجمال أما مارك فعرف اهداف الجماعة الفنية وفلسفتها الجمالية قائلا (إن التقاليد شيء جميل، لكن الشيء الجميل بحق هو ان نبدع تقليدا جديدا، ومن العبث ان نعيش على وتيرة واحدة).

ركزت جماعة الفارس الأزرق على تفسير علم الجمال من خلال التجارب والدراسات التي قام بها كل من الرسوم فاسيلي كاندينسكي (1866 1944 م) والألماني فرانز مارك (1880 1916 م)

## فلسفة الجماعة
وكانت خلاصة تلك التجارب والدراسات نتيجة واحدة هي:
- البعد بفلسفة الجمال عن القواعد الكلاسيكية والأكاديمية
- التركيز على الرغبات الباطنة للفنان.

والرغبات الباطنة شرحها فاسيلي كاندينسكي قائلا:«لا نهتم بالدعوة إلى شكل معين أو نظام محدد وهدفنا أن نيسر من خلال استعراض الأشكال المتنوعة، التعبير عن الرغبات الباطنة التي يستشعرها كل فنان بالطريقة التي ترضيه، سواء كانت هذه الطريقة تعبيرية أو تكعيبية أو محاولات تجريدية» .

وقد انضم فاسيلي كاندينسكي إلى مدرسة الباوهاوس (Bauhaus) بعد توقف جماعة الفارس الأزرق إثر إعلان الحرب العالمية الأولى عام 1914 م.
- فاسيلي كاندينسكي
- فرانز مارك
- بول كيلي
- كوفكا
- ديلو

توقفت إثر إعلان الحرب العالمية الأولى عام 1914 م.